# Poncha

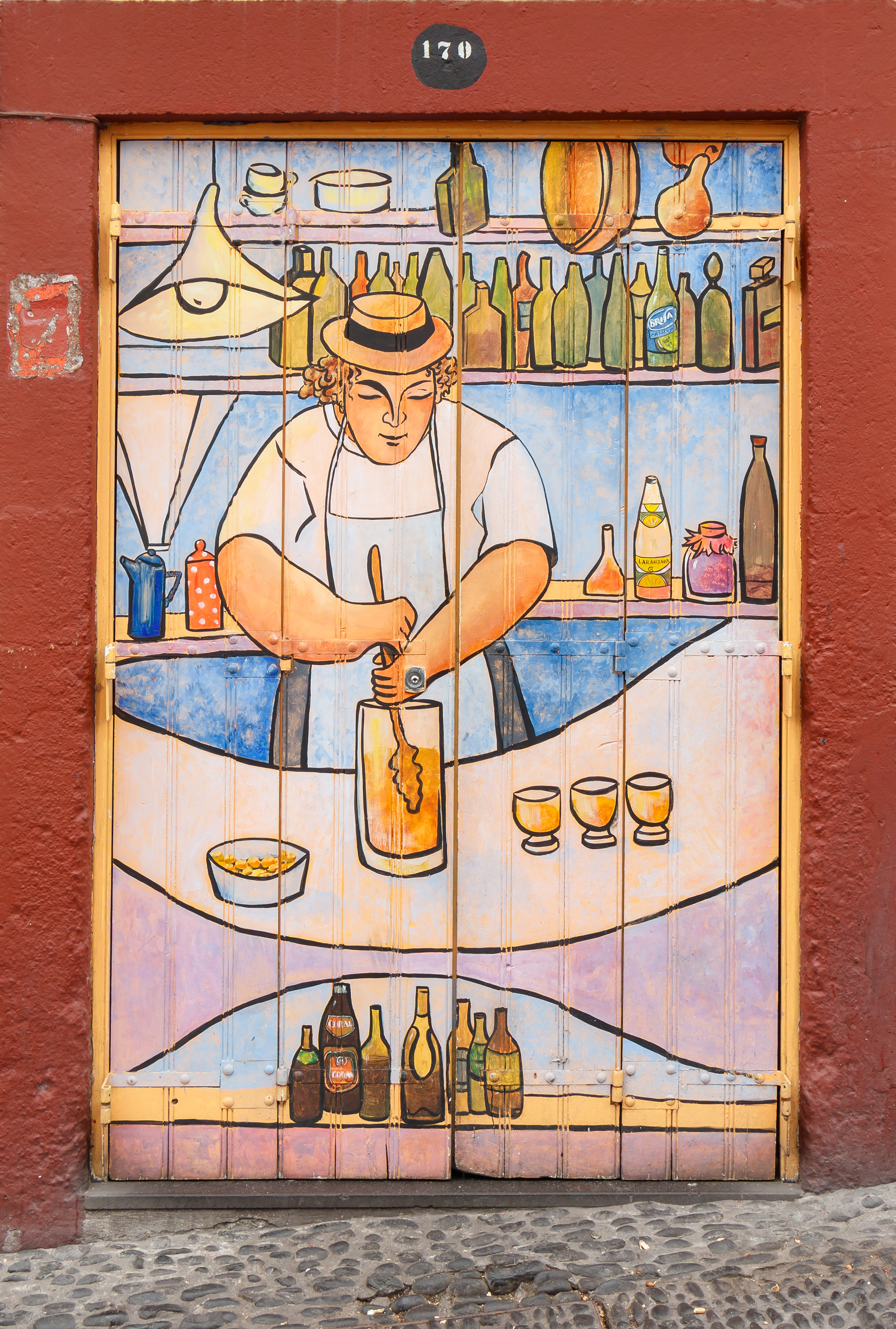
Poncha gyártás (festett ajtó, Funchal, Madeira)

A poncha egy portugál szeszes ital, amely Madeira szigetéről származik. Elkészítéséhez cukornádból, lepárlással készített alkoholt használnak, majd adnak még hozzá mézet, cukrot, citromhéjat és különböző gyümölcsleveket, a poncha változatától függően, bár szokás szerint citromlevet használnak. 
Madeirán egy helyiek által kifejlesztett keverőgéppel (mexelote) összekeverik a hozzávalókat. A mexelote keverőgép másik közkeletű elnevezése a caralhinho, melynek jelentése kis pöcs. A brazil caipirinha elkészítése a poncha elkészítési módján alapul.

## Eredete
A poncha feltehetően indiai eredetű ital, mivel Indiában van egy olyan ital, amelynek neve hindiül pãnch/panch, amely ötöt jelent, mint amennyi alapvető hozzávalója volt eredetileg ennek az italfélének. Az öt alap hozzávaló a következő: alkohol, cukor, citrom, víz és tea vagy fűszerek. Az angol puncs szintén ilyen eredetű.[forrás?]

## Fordítás
Ez a szócikk részben vagy egészben  a   Poncha című angol Wikipédia-szócikk ezen változatának fordításán alapul.  Az eredeti cikk szerkesztőit annak laptörténete sorolja fel. Ez a jelzés csupán a megfogalmazás eredetét és a szerzői jogokat jelzi, nem szolgál a cikkben szereplő információk forrásmegjelöléseként.